# 김세원
김세원(金世媛, 1945년 7월 1일 ~ )은 대한민국의 성우 겸 방송인이다.

## 생애 개요
작곡가 김순남의 외동딸로 태어났다(김순남은 1948년 조선민주주의인민공화국으로 월북하였다). 6살 때 한국전쟁이 일어나서 대구로 피난하였고, 피난처 대구에서 초등학교에 입학한 후 아버지가 어떤 사람인지 들었다. 그녀는 1970년대, 1980년대에 성우, DJ로 활동했고, 2003년 9월에는 임기 3년의 EBS 이사장으로 선출되었고, 《밤의 플랫폼》, 《김세원의 영화음악실》, 《가정음악실》등의 프로그램을 진행했다. 여러 편의 광고에 목소리로 출연했고, 2005년 박찬욱 감독의 영화 《친절한 금자씨》의 나레이터를 맡았고, 2011년에는 SBS에서 방영된 "짝" 나레이션을 맡았다. 모교인 한국외대 여성동문회 명예회장을 역임했다.

## 학력
- 한국외국어대학교 불어과 63학번

## 주요 출연작품
내레이션
- 《TV문화기행》 (KBS)
- 《책 읽는 밤》 (KBS)
- 《명작의 고향》 (MBC)
- 《명화의 고향》 (MBC)
- 《명작의 무대》 (MBC)
- 《러시아, 동구의 문학과 예술》 (MBC)
- 《2012 여수세계박람회 하늘에서 본 대한민국의 바다》 (KBS)
- 《짝》 (SBS)
- 《무한도전》 짝궁(MBC)
- 《무한걸스》 (MBC)
- 《KBS 스페셜》 (KBS1)
- 《SBS 스페셜》 366화 '안녕하십니까 아바나' (SBS)
- 《KBS 파노라마》 '전쟁과 일본 - 제 1부 전범이 된 조선 청년들' (KBS)
- 《KBS 파노라마》 '전쟁과 일본 - 제 2부 1937, 난징의 기억' (KBS)
- 《코리언 지오그래픽》 '7부 동강에 살어리랏다' (KBS)
- 《성탄 특집 '천상의 엄마'》 (KBS)
- 《다큐공감》 148회 : 꽃할배 이장과 산수유 할머니 (KBS1)
- 《한끼줍쇼》 (JTBC)
- 《다큐 시선》 83회 '70년의 기다림' (EBS1)

라디오
- TBC 《TBC교환대》
- TBC 《세계의 뒷골목》 (故곽규석과 함께)
- TBC 《이것이 그것이다》
- DBS 《밤의 플랫폼》
- MBC FM4U 《안녕하세요 김세원이에요》
- MBC FM4U 《가정음악실》
- KBS 《영화음악실》
- PBC 《시간의 흐름속으로》
- KBS 《김세원의 가정음악》
- KBS 《노래의 날개위에》
- MBC 창사 50주년 특별기획 《MBC와 나》

영화
- 《친절한 금자씨》 - 해설

광고
- 공익광고협의회 제2의광복
- 농협
- 삼성증권
- 현대자동차 쏘나타3
- 한국지엠 프린스
- 국정홍보처
- 크라운베이커리
- 크라운제과 초코하임
- 아시아나항공
- 신한투자증권
- 대한항공
- 삼성중공업 쉐르빌

저서
- 《안녕하세요 김세원이에요.》

## 가족 관계
- 아버지: 김순남(金順男, 1917년 5월 28일 ~ 1983년) - 작곡가
- 배우자: 강현두(康賢斗, 1937년 5월 29일 ~ 2025년 8월 2일) - 언론인, 대학교수, 화가	 	 
  - 장녀: 강수진(康秀珍, 1969년 10월 8일 ~ ) - 동아일보 기자, 채널A 상무
  - 장남: 강원석(康元碩,	1969년 10월 8일 ~ ) - 레이텀앤왓킨스 파트너 변호사